# جیم پلت
جیم پلت (انگلیسی: Jim Platt؛ زادهٔ ۲۶ ژانویهٔ ۱۹۵۲) بازیکن سابق و مربی فوتبال اهل ایرلند شمالی است.
از باشگاه‌هایی که در آن بازی کرده‌است می‌توان به باشگاه فوتبال کاردیف سیتی، باشگاه فوتبال میدلزبرو، و باشگاه فوتبال هارتل پول یونایتد اشاره کرد.
وی همچنین در تیم ملی فوتبال ایرلند شمالی بازی کرده‌است.